# Дейлеміти
Дейлеміти — войовничі іраномовні жителі Дейлема (Дейлемана) — гірського Ґіляна, гірської частини Табаристана в північному Ірані (південно-західне узбережжя Каспійського моря). Воїни з Дейлема входили у війська перських царів з VI століття, пізніше відомі як складова частина гвардії арабських халіфів. Хоча вони були найманцями, користувалися незалежністю попри безліч мусульманських військових походів проти них. В кінці IX століття дейлемітів, серед яких раніше було поширене несторіанське християнство, прийняли іслам шиїтського напрямку і стали здійснювати загарбницькі походи на сусідні області.
Під цією назвою відома також династія Буїдів, різні гілки якої правили в Середні століття в різних областях Ірану, також у Багдаді в 945—1055 рр. Найстаршою дейлемською династією, мабуть, були Джустаніди. Найбільш рання згадка про них сягає 791 року.
З експансією дейлемітів пов'язане поширення на Загрос і Вірменське нагір'я відповідно іранських мов горані і зазакі (народ заза).